# Operační program Technologie a aplikace pro konkurenceschopnost
Operační program Technologie a aplikace pro konkurenceschopnost (OP TAK) je jedním z operačních programů, díky kterým může Česká republika v období 2021–2027 čerpat peníze ze strukturálních fondů EU. OP TAK je určen zejména pro podporu investičních projektů českých podnikatelů a navazuje tak na předchozí program OP PIK. 
Důraz je kladen především na projekty malých a středních podnikatelů, preferovány jsou oblasti výzkumu a vývoje, úspory energie. Celkový rozpočet programu dosahuje výše 3,2 mld. EUR (81,5 mld. Kč). OP TAK spadá pod působnost Ministerstva průmyslu a obchodu, administrativu ovšem vykonává jemu podřízená Agentura pro podnikání a inovace.

## Historie
OP TAK navazuje na OP PIK, který navázal na Operační program Podnikání a inovace (OPPI), jenž sloužil k podpoře investic podnikatelských subjektů ještě v období 2007–2013.

## Priority a specifické cíle
Vnitřní architekturu programu tvořilo původně šest, nyní však jen pět priorit. Tyto priority se nadále dělí na specifické cíle.
- Priorita 1: Posilování výkonnosti podniků v oblasti výzkumu, vývoje a inovací a jejich digitální transformace
  - SC 1.1 Rozvoj a posílení výzkumných a inovačních kapacit a zavádění pokročilých technologií
  - SC 1.2 Využití přínosů digitalizace pro občany, podniky, výzkumné organizace a veřejné orgány
- Priorita 2: Rozvoj podnikání a konkurenceschopnosti MSP
  - SC 2.1 Posílení udržitelného růstu a konkurenceschopnosti MSP a podniků a vytváření pracovních míst v malých a středních podnicích, mimo jiné prostřednictvím produktivních investic
- Priorita 3: Rozvoj digitální infrastruktury
  - 3.1 Zvýšení digitálního připojení
- Priorita 4: Posun k nízkouhlíkovému hospodářství
  - 4.1 Podpora energetické účinnosti a snižování emisí skleníkových plynů
  - 4.2 Podpora energie z obnovitelných zdrojů v souladu se směrnicí
  - 4.3 Rozvoj inteligentních energetických systémů, sítí a skladování vně transevropské energetické sítě TEN-E
- Priorita 5: Efektivnější nakládání se zdroji[2]
  - 5.1 Podpora přístupu k vodě a udržitelného hospodaření s vodou
  - 5.2 Podpora přechodu na oběhové hospodářství účinně využívající zdroje

Priorita 6 na podporu čisté mobility byla zrušena v 1. revizi OP TAK: